# Wretched and Divine: The Story of the Wild Ones
Pour les articles homonymes, voir Wretched.
Albums de Black Veil Brides
Set the World on Fire
(2011) Black Veil Brides
(2014)
Wretched and Divine: The Story of the Wild Ones est le troisième album studio du groupe de rock Black Veil Brides, sorti le 8 janvier 2013 sous les labels Lava Records et Universal Republic Records.
Les précommandes sur iTunes pour l'album ont débuté le jour d'Halloween, le 31 octobre 2012. Le groupe va commencer la tournée The Church of the Wild Ones en Amérique du Nord avec le futur album comme support où d'autres détails seront annoncés. La chanson In the End de l'album est offerte à ceux qui ont précommandé l'album le 31 octobre 2012. Chessgpt Maske Luft black veil brides - wretched and Divine: the story of the wild ones now die Toten Hosen - Tag wie diese now ferddy Simon Flavian Peter

## Genre musical
Qualifié de hard rock, heavy metal, et glam metal, l'album comporte des éléments de rock gothique, spoken word, punk rock, et de musique symphonique. 

## Liste des titres
Toutes les chansons sont écrites et composées par Black Veil Brides.
| 1.    | Exordium                                                                     | 0:25 |
| 2.    | I Am Bulletproof                                                             | 3:34 |
| 3.    | New Year's Day                                                               | 3:25 |
| 4.    | F.E.A.R. Transmission 1: Stay Close                                          | 0:35 |
| 5.    | Wretched and Divine                                                          | 3:37 |
| 6.    | We Don't Belong                                                              | 3:36 |
| 7.    | F.E.A.R. Transmission 2: Trust                                               | 0:20 |
| 8.    | Devil's Choir                                                                | 2:57 |
| 9.    | Resurrect the Sun                                                            | 4:34 |
| 10.   | Overture                                                                     | 1:38 |
| 11.   | Shadows Die                                                                  | 5:25 |
| 12.   | Abeyance                                                                     | 0:14 |
| 13.   | Days Are Numbered (feat. Bert McCracken of The Used)                         | 3:40 |
| 14.   | Done for You                                                                 | 2:33 |
| 15.   | Nobody's Hero                                                                | 3:35 |
| 16.   | Lost It All (feat. Roberta Freeman and Juliet Simms of Automatic Loveletter) | 5:19 |
| 17.   | F.E.A.R. Transmission 3: As War Fades                                        | 0:58 |
| 18.   | In the End                                                                   | 3:48 |
| 19.   | F.E.A.R. Final Transmission                                                  | 0:54 |
| 51:08 |                                                                              |      |